# 阿列克谢·切列米西诺夫
阿列克谢·鲍里索维奇·切列米西诺夫（俄语：Алексей Борисович Черемисинов，1985年7月9日—），俄罗斯男子击剑运动员。他曾获得2016年夏季奥运会击剑比赛男子花剑团体金牌。他也参加了2012年夏季奥运会。